# Larsbo
Larsbo, före detta järnbruk i Söderbärke socken, Smedjebackens kommun, Dalarna (Dalarnas län). Larsbo, som idag är en liten by, ligger vid det vattendrag, (Larsboån), som förenar sjön Jörken med Norra Barken.

## Historia
Det äldsta kända belägget för Larsbo är från 1539 då det benämns Larsboda. Vid den tidpunkten fanns redan en bergsmanshytta där. På 1590-talet anlades även en hammare vid Larsbo, och 1592 anses som järnbrukets officiella anläggningsår. I Carl Bondes bergverksförteckning från 1597 omnämns en hytta i Larsbo. 1635 anlades Larsbo nya hammare (Sävesbo hammare). 
Larsbo hytta och hammare kom i Marcus Kocks ägo på 1640-talet. Larsbo hytta ödelades omkring 1649, då den gått hårt åt skogen. Kock lät stället förvärva den närbelägna Billsjö hytta och kom överens med bönderna i byarna Vik och Björsjö om skogsinköp. En hytta till, Morhyttan, har emellertid funnits i Larsbo. När den lades ned är osäkert då det funnits flera olika hyttor med det namnet i området, klart är i alla fall att den fortfarande var verksam på 1730-talet. Efter att Marcus Kocks änka avlidit såldes Larsbo till Johan Funck, en av direktörerna för Avesta kopparverk. Det blev emellertid hans änka, Elisabet Funck, som kom att driva bruket fram till 1718, då hennes man avled kort efter köpet. Larsbo bruk kom sedan att ägas av släkten Tersmeden. Reinhold Tersmeden hade börjat arrendera Larsbo redan 1687 och hans son och efterträdare Jacob Tersmeden d.ä. blev 1722 ägare av bruket. 
Under brukets storhetstid på 1700-talet bodde nästan 500 personer i Larsbo. Tillsammans med Saxehammar kom Larsbo bruk länge tillhöra släkten Tersmeden. Den siste brukspatronen som levde på Larsbo, Jacob Nicklas Tersmeden, flyttade 1794. Därefter kom bruket att drivas av en förvaltare fram till 1874 då det såldes till Larsbo-Norns AB. 1907 lades Larsbo bruk slutligen ned.

## Sevärdheter
Av de smedjor, hyttor och kvarnar som funnits kring Larsbo finns idag ett flertal lämningar i form av grunder, slaggrester, dammvallar och kanaler. Vidare finns ett flertal slagghus från brukstiden kvar. Dessa byggdes under 1780- och 1790-talen och var ursprungligen vitputsade. Den ursprungliga bruksherrgården, Larsbo gård, finns inte längre kvar. En liten herrgårdsbyggnad med flyglar, som sannolikt var inspektorbostaden, är dock bevarad. Kvar finns också en kvarnbyggnad, en järnbod och en klensmedja med bostad. Det gamla hammar- och hyttområdet kring Larsboån köpte föreningen Larsbo bygdegårdsförening (Larsbo bruks vänner) nyligen för en krona av Bergvik Skog. I samband med det inleddes bland annat en restaurering av järnmagasinet som är daterat till 1782.
Sevärd är även den mycket ålderdomliga väg (länsväg W 671) som ännu idag utgör allmänna landsvägen från Larsbo mot Norn och Vikmanshyttan. Vägen är klassad som riksintresse för kulturmiljövården.